# České židovské děti v Dánsku za druhé světové války
Za 2. světové války bylo zhruba 80 dětí z Československa přepraveno do Dánska, kde žily na statcích v pěstounských rodinách. Akce byla zorganizována sionistickou organizací Jugend Aliyah, pomoc dánských rodin zajistila Mezinárodní ženská liga pro mír a svobodu. Děti díky této pomoci přežily válku. Jejich osudy byly dlouho téměř v ČR neznámé, v roce 2013 je novinářka Judita Matyášová zpracovala ve své knize Přátelství navzdory Hitlerovi.

## Příprava akce a odjezd
Transport českých dětí do Dánska byl zaštítěn Českou židovskou obcí a několika sionistickými organizacemi. Podle původního plánu měly děti odcestovat do Palestiny. V takzvané alíjá škole, kam mnoho z nich chodilo, se připravovaly na život v kibucu – Palestina však byla v té době pod britskou nadvládou a počet povolení pro vstup do země byl omezený. V roce 1939 už navíc mnoho zemí odmítalo židovské uprchlíky přijmout. Organizátorům se nakonec podařilo domluvit na spolupráci s Mezinárodní ženskou ligou pro mír a svobodu, která zveřejnila v dánských novinách prosbu o pomoc. Mnoho rodin se následně nabídlo, že přijmou tyto děti do pěstounské péče. Nakonec se podařilo zorganizovat cestu pro asi sedm set dětí ze střední Evropy (kromě Československa také Polsko, Rakousko a Německo) ve věku 14–16 let.
Od května 1939 navštěvovala většina dětí kurzy pro židovskou mládež v alíjá školách v Praze a Brně. Cílem těchto aktivit bylo připravit se na život v kibucu v Palestině, kam měli mladí lidé po pár měsících v Dánsku odjet. Těsně po začátku války (říjen–listopad 1939) odcestovaly tři skupiny dětí do Dánska. Celkový počet dětí, které se tímto způsobem zachránily, není přesně znám, ale odhaduje se něco mezi 75 a 80.

## Život v Dánsku
Většina dětí pocházela z vyšší střední třídy a před válkou žila ve velkých městech, život na dánském venkově pro ně proto byl výraznou změnou. Některé pěstounské rodiny vnímaly české děti spíše jako pracovní sílu zadarmo, jiné si však s nimi vytvořily silné osobní pouto. Pár dětí udržovalo se svou náhradní rodinou kontakt i po odjezdu z Dánska. Skupinky kamarádů, které se seznámily v alíjá škole v Čechách, se během pobytu na dánském venkově také velmi často scházely.
V letech 1940 a 1941 se asi patnácti až dvaceti českým dětem podařilo odjet do Palestiny.
Dánsko bylo od roku 1940 obsazeno nacisty. Když o tři roky později začaly být organizovány razie proti dánské židovské komunitě, musel zbytek dětí uprchnout do neutrálního Švédska, kde většina z nich zůstala až do konce války. 25 českých chlapců se přihlásilo do československé armády ve Velké Británii, kam byli následně ilegálně transportováni.

## Po válce
Část dětí se po skončení války vrátila do Československa, natrvalo se jich zde však usadilo maximálně pět. Většině z nich nacisté vyvraždili celé rodiny, a mnoho se proto rozhodlo začít nový život v zahraničí. Některé zůstaly v Dánsku, jiné odjely do Palestiny či jiných zemí. Naprostá většina vzájemných kontaktů tak byla přerušena.
Roku 1989 sestavil Adolf „Dáša“ Bergmann (jedno z dětí) jmenný seznam účastníků této záchranné akce a pokusil se zorganizovat setkání k padesátému výročí odjezdu do Dánska. Několik z nich se takto skutečně sešlo.

## Judita Matyášová
Roku 2010 vyšel v Lidových novinách článek o projektu Zmizelí sousedé, který měl podněcovat děti a mládež k tomu, aby pátrali po svých židovských sousedech. Text doprovázela fotografie židovské dívky Helenky Böhmové, která se nechala vyfotit roku 1942, ale pro snímek si nikdy nepřišla, jelikož zahynula v koncentračním táboře. Autorce článku, novinářce Juditě Matyášové, se krátce na to ozvala Helenčina sestřenice. Když se jí Matyášová ptala, jak je možné, že na rozdíl od Helenky přežila, vyprávěla jí pamětnice o speciální akci na záchranu židovských dětí, díky které se dostala do Dánska.
Matyášové se následně podařilo najít mnoho dalších pamětníků. Jedenáct příběhů zpracovala ve své knize Přátelství navzdory Hitlerovi a ve filmovém dokumentu Na Sever.